# Cuphea ericoides
Cuphea ericoides är en fackelblomsväxtart som beskrevs av Adelbert von Chamisso och Schltdl.. Cuphea ericoides ingår i släktet blossblommor, och familjen fackelblomsväxter. Utöver nominatformen finns också underarten C. e. paralarix.